# Daylight (lied van Bobby Womack)
Daylight is een r&b-nummer van de Amerikaanse zanger Bobby Womack. Hij schreef het samen met Harold Payne voor zijn album Safety Zone uit 1975. Het nummer werd in januari 1976 op single uitgebracht en haalde dat voorjaar de vijfde plaats in de Amerikaanse r&b-lijst.

## Achtergrond
De opnamen vonden plaats in San Francisco. Womack kwam in contact met Harold Payne via diens broer Larry, redacteur van het muziekblad Where It's At dat kort tevoren een artikel over hem had geschreven. Harold Payne kwam ingevlogen vanuit Los Angeles en ontmoette Womack in de Heider Recording Studios alwaar ze ideeën uitwisselden; Womack leverde de muziek en Payne maakte bij thuiskomst in Los Angeles de tekst af die zich afspeelt in een huis waar er op los wordt gefeest. David Rubinson nam samen met Wah Wah Watson de productie op zich, en voor de achtergrondzang werden de Pointer Sisters ingeschakeld.  Bobby Womack bleef na Daylight samenwerken met Harold Payne totaan zijn laatste album The Bravest Man in the Universe uit 2012.

## Andere uitvoeringen
- Bobby Womack produceerde de versie die Leon Russell en diens toenmalige echtgenote Mary McCreary opnamen 'voor hun Wedding Album. Het album kwam in april 1976 uit en is verder door de Russells zelf geproduceerd.
- Vicki Sue Robinson nam Daylight op voor haar eponieme tweede album. De single-edit verscheen in oktober 1976 met als B-kant het eerder uitgebrachte Never Gonna Let You Go. In sommige landen werden beide kanten omgedraaid. Daylight kwam in Amerika tot #63 in de Billboard Hot 100 en tot #91 in de r&b-lijst. Het succes van de voorgaande single, Turn The Beat Around, zou ongeëvenaard blijven.
- In 1977 werd het lied uitgebracht door Georgie Fame.
- Reggaeband Black Slate nam het op voor het album Midnight! uit 2013
- Fun Lovin' Criminals kwamen in 2018 met een geheel herziene versie,
- Candy Dulfer speelde het bij concerten met deelname van zanger-pianist Chance Howard.

## Versie Kelly Rowland

### Achtergrond
In 2007 werd het lied gecoverd door de Amerikaanse zangeres Kelly Rowland (voormalig lid van het trio Destiny's Child) in samenwerking met zanger/rapper Travis McCoy (frontman van de indie-hiphopband Gym Class Heroes) onder productionele leiding van S*A*M & Sluggo. De opname vond rond oktober 2007 plaats in Londen tijdens een bezoek aan het Verenigd Koninkrijk ter promotie van Rowlands soloalbum Ms. Kelly. Daylight verscheen in eerste instantie alleen op de soundtrack van de Franse film Asterix en de Olympische Spelen, maar Rowland was zo tevreden over het resultaat dat ze het ook op haar ep Ms. Kelly: Diva Deluxe zette. De ep kwam 22 januari 2008 uit en Daylight werd op single uitgebracht om vier maanden, bij de fysieke release, tot een veertiende plaats in de Britse hitlijst te komen. In Nederland haalde de single de tipparade. Daarna werden Daylight en de rest van de ep aan de deluxe editie van Ms. Kelly toegevoegd.

### Videoclip
De bijbehorende videoclip werd in november 2007 opgenomen in New York op loopafstand het Empire State Building; Jeremy Rall deed de regie en Gina Leonard de productie. In de clip worden Rowland en McCoy omringd door een feestende menigte in een appartement en zijn er cameo's weggelegd voor de overige leden van Gym Class Heroes. Het is vijf uur 's morgens en het feest is nog in volle gang terwijl de zon opkomt en door de  ramen schijnt. Het feest wordt voortgezet op het dak van het gebouw.
Een voorproefje van de clip was te zien op NBC bij de Amerikaanse versie van Korenslag. De echte première was 6 januari 2008 in het Franse programma Vivement Dimanche met toegevoegde fragmenten van Asterix en de Olympische Spelen; deze waren niet te zien in de Amerikaanse première op 17 januari op MySpace.